# Jean de Monluc de Balagny

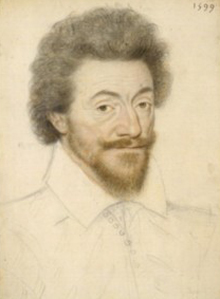
Jean de Monluc, anonym, 16. Jahrhundert

Jean bâtard de Monluc (* 1553; † Juni 1603), genannt de Balagny war ein französischer Adliger und Militär. Er war Seigneur de Balagny und wurde zum Prince de Cambrai und Marschall von Frankreich ernannt.

## Leben
Jean de Monluc de Balagny war ein unehelicher Sohn des Bischofs von Valence Jean de Montesquiou-Lasseran-Massencome de Monluc († 1579) und Anne Martin, der im Januar 1567 legitimiert wurde; er war ein Neffe des Marschalls Blaise de Monluc († 1577).
Jean de Monluc lebte in Padua, als ihn die Königinmutter Caterina de’ Medici ihn auf Vorschlag seinen Vater 1572 anwies, nach Polen zu reisen, wo sie im Hinblick auf den hoffnungslosen Gesundheitszustand des Königs Sigismund II. August niederschwellig die Aufmerksamkeit auf einen französischen Nachfolgekandidaten richten wollte und sie im Weiteren dann veranlassen, zur gegebenen Zeit dem Herzog von Anjou die polnische Krone zu verleihen. Balagny kam dem Auftrag nach und kehrte Anfang August (Sigismund II. war am 7. Juli gestorben) nach Frankreich zurück. Nach dessen Wahl begleitete er im Dezember 1573 den Herzog nach Polen und kehrte später auch mit ihm im Sommer 1574 nach Frankreich zurück. Anschließend nahm er an der Belagerung des protestantischen Livron-sur-Drôme teil, die am 20. Januar 1575 ohne Erfolg aufgehoben wurde.
Jean de Monluc schloss sich dem Herzog von Alencon an, den er 1578 in die Niederlande begleitete. 1581 kam er an der Spitze von 1000 Infanteristen Cambrai zu Hilfe, konnte die Spanier zurückschlagen, bevor wenige Tage später der (neue) Herzog von Anjou die Belagerung aufheben konnte. Am 20. August machte er Balagny zum Gouverneur der Stadt, der sich zu dieser bei der Eroberung von Arleux, Lécluse und Le Cateau-Cambrésis befand. Der Herzog starb am 10. Juni 1584, hinterließ seine Rechte an Cambrai dem König, der sie der Königinmutter abtrat, die wiederum Balagny am 21. Juli 1574 als Gouverneur bestätigte.
Jean de Monluc de Balagny schloss sich der Katholischen Liga an und sandte 1587 300 Reiter dem Herzog von Guise, mit dem dieser deutschen Protestanten, die von den französischen Calvinisten zu Hilfe gerufen worden waren, entgegentrat. Als der Herzog von Aumale Senlis belagerte, kam ihm Balagny mit 4000 Männern und 7 Geschützen zu Hilfe. Die protestantische Seite wurde am 17. Mai von François de La Noue, der unter dem Kommando des Herzogs von Longueville stand, unterstützt, dem es gelang, Aumale und Balagny (der die Vorhut anführte) zu schlagen (Schlacht bei Senlis), woraufhin letzterer nach Paris floh. Später führte er dem Herzog von Mayenne, der auf Rouen marschierte, das von der Armee des Königs Heinrich IV. bedroht wurde, 2000 Männer zu. In der Schlacht von Arques kommandierte er 400 Reiter, die ohne Kampf die Flucht ergriffen. 2000 Männer, die er 1590 erneut dem Herzog von Mayenne zur Verfügung stellte, trugen zur Aufhebung der Belagerung von Paris bei. Bei der Belagerung von Rouen schlug er 1592 eine Truppe, die der König ausgesandt hatte, um die Armee des Herzogs von Parma auszukundschaften.
Am 29. November 1593 schloss er in Dieppe mit dem König einen Vertrag, durch den ihm das Fürstentum Cambrai unter dem Schutz der Krone ebenso garantiert wurde wie die Lieutenance der königlichen Burgen von Marle, Beaurevoir, Bohain und Ribemont, in deren Besitz sich Balagny während des Krieges gesetzt hatte. Am 31. Mai 1594 bestätigte Heinrich IV. ihn im Gouvernement von Cambrai und des Cambrésis und ernannte ihn am gleichen Tag zum Marschall von Frankreich. 1595 wurde err zum Ritter im Orden vom Heiligen Geist ernannt, die formelle Aufnahme unterblieb jedoch.
Zur Belagerung von Laon 1594 unterstützte er den König mit 2000 Infanteristen und 500 Reitern, die er persönlich anführte. Gegen die Spanier, die am 13. August 1595 Cambrai mit geringen Kräften belagerten, hatte Balagny keine Mühe, die Stadt zu halten, musste sich aber gleichzeitig mit den Einwohnern Cambrais auseinandersetzen, die mit ihrem Gouverneur unzufrieden waren, sich gegen ihn erhoben und Cambrai den Spaniern auslieferten. Balagny war gezwungen, sich in die Zitadelle zurückzuziehen und ergab sich am 9. Oktober 1595. Mit den Resten der Garnison von Cambrai stellte er ein Infanterieregiment auf, das am 6. Mai 1598 entlassen wurde. 1599 versuchte er mit einem Überraschungsangriff Cambrai zu erobern, das Komplott wurde aber aufgedeckt, die Teilnehmer (bis auf ihn selbst) wurden von den Spaniern hingerichtet.
Jean de Monluc de Balangny starb vier Jahre später, im Juni 1603. Er wurde in der Kirche von Balagny bestattet.

## Ehe und Familie
Jean de Monluc de Balagny heiratete Renée de Clermont, Dame d’Amboise († 7. Oktober 1595 Selbsttötung kurz vor der Kapitulation der Zitadelle von Cambrai), Tochter von Jacques de Clermont-d’Amboise, Baron de Bussy, und Catherine de Beauvau, eine Schwester von Bussy d’Amboise. Ihre Kinder waren:
- Damian de Montluc († 9. April 1612 nach einem Duell am 27. März, 25 bis 26 Jahre alt), Seigneur de Balagny
- Marguerite de Montluc-Balagny; ⚭ René aux-Épaules, genannt de Laval, Marquis de Nesle († 29. Mai 1650)
- Marie de Montluc-Balagny († vor 1620), Dame de Bohain, Oisy et Beaurevoir; ⚭ Charles de Rambures († 13. Januar 1633), Sohn von Jean, Sire de Rambures, und Claude de Bourbon-Vendôme, Dame de Ligny
- Jeanne de Montluc-Balagny († 3. Januar 1638); ⚭ (1) Charles de Clermont d’Amboise († vor 1621 im Duell), Seigneur de Bussy, Sohn von Georges, genannt Clermont-d’Amboise, Seigneur de Bussy, und Lucrece Castel de San Nazare; ⚭ (2) 3. Februar 1627 Henri de Mesmes († 29. Dezember 1650), Seigneur de Roissy, Sohn von Henri Jacques de Mesmes, Seigneur de Roissy, Conseiller d’État, und Antoinette Grossaine
- Marie Catherine de Monluc († 1. Januar 1666 im 77. Lebensjahr), Äbtissin von Origny

Am 17. Februar 1596 heiratete er in zweiter Ehe Diane d’Estrées († 1618), Tochter von Antoine IV. d’Estrées, Marquis de Cœuvres, Großmeister der Artillerie von Frankreich, und Françoise Babou de La Bourdaisière, die Schwester von Gabrielle d’Estrées; dadurch war er der Schwager der Mätresse des Königs. Ihre Kinder waren:
- Alphonse Henri de Montluc († Februar 1628 nach Unfall), Marquis de Balagny, Comte d’Orbec; ⚭ Denise de Thévin, Tochter von François de Thévin, Seigneur de La Durbelière, Maître des requêtes, und Marie le Franc – Alphonse Henri und mindestens einer seiner Söhne ermordeten zwischen dem 10. und 12. Jun 1621 Melchisedech de Recourt, Seigneur de Neufville, und dessen Familie; das Verbrechen wurde nicht bestraft
- Gabriel de Montluc-Balagny, Abt von Saint-Lomer-aux-Bois im Boulonnais
- Henri de Montluc-Balagny († jung)